# 1386

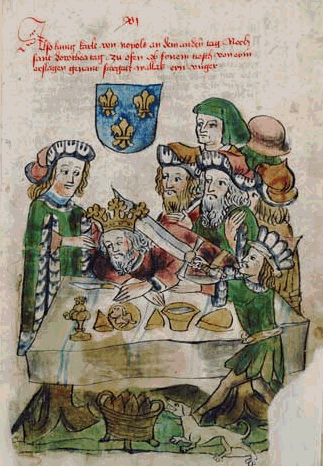
moord op Karel III van Napels

Het jaar 1386 is het 86e jaar in de 14e eeuw volgens de christelijke jaartelling.

## Gebeurtenissen
- 7 februari - Karel III van Napels wordt aangevallen in opdracht van Elisabeth van Bosnië, moeder van Maria van Hongarije. Hij overlijdt later aan zijn verwondingen.
- april - Sigismund van Luxemburg, echtgenoot van Maria van Hongarije, valt Hongarije binnen om de koningstitel op te eisen. Hij krijgt de titel van koning-gemaal, maar blijft ontevreden.
- 9 mei - Verdrag van Windsor: Vriendschapsverdrag tussen Portugal en Engeland.
- 9 juli - Slag bij Sempach: De Zwitserse confederatie verslaat Oostenrijk onder Leopold III, die sneuvelt.
- 25 juli - Maria van Hongarije en Elisabeth van Bosnië worden gevangengenomen door aanhangers van Karel III van Napels, die vinden dat zijn zoon Ladislaus ook koning van Hongarije moet worden.
- 19 november - De Lords Appellant vormen een commissie om Engeland voor 1 jaar te besturen.
- Timoer Lenk is op veldtocht in West-Perzië.
  - 22 november - Timoer neemt Tbilisi in. Koning Bagrat V van Georgië wordt gevangen genomen en bekeert tot de islam.
  - Nadat de Jalayriden door Timoer zijn verslagen, vormen de Kara Koyunlu hun eigen staat.
- Jan van Gent landt met een krijgsmacht in La Coruña, in de hoop zijn aanspraken op de troon van Castilië te effectueren.
- Het Vorstendom Gjirokastër wordt gesticht.
- Hedwig van Polen trouwt met Jagiello van Litouwen.
- Johan I van Portugal laat het klooster van Batalha bouwen, als dank aan Maria voor zijn overwinning in de Slag bij Aljubarrota
- Herk-de-Stad krijgt stadsrechten.

## Opvolging
- Abbasiden (kalief van Caïro) - al-Wathiq II opgevolgd door al-Mu'tasim
- Baden-Hachberg - Otto I opgevolgd door zijn broers Johan en Hesso
- patriarch van Antiochië (Grieks) - Ignatius II opgevolgd door Pachomius
- Hongarije - Karel III van Napels opgevolgd door Maria onder regentschap van dier moeder Elisabeth van Bosnië
- Napels - Karel III opgevolgd door zijn zoon Ladislaus onder regentschap van diens moeder Margaretha van Durazzo
- Sleeswijk - Nicolaas van Holstein opgevolgd door zijn neef Gerard VI van Holstein
- Walachije - Dan I opgevolgd door diens broer Mircea I

## Afbeeldingen

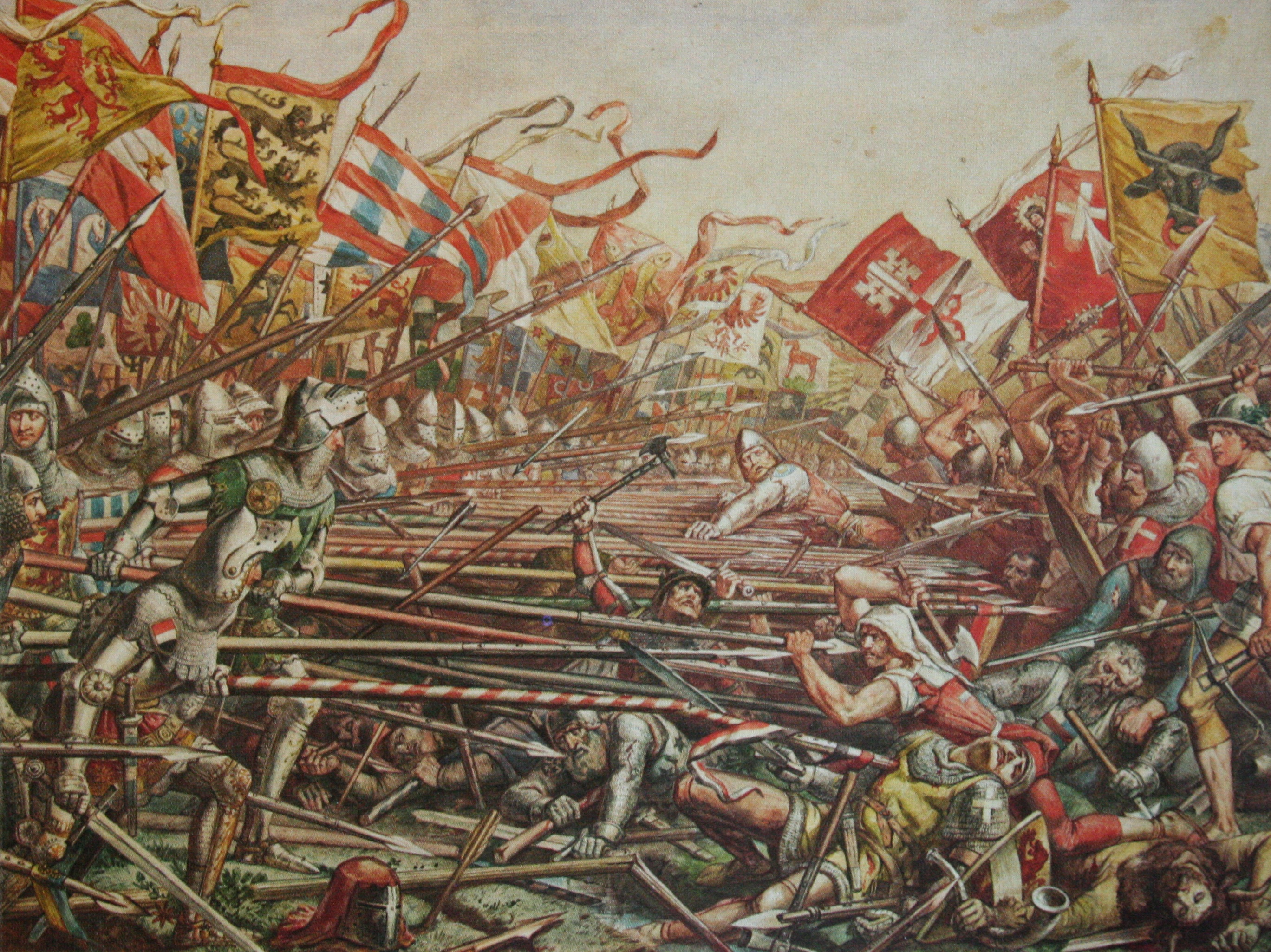
Slag bij Sempach
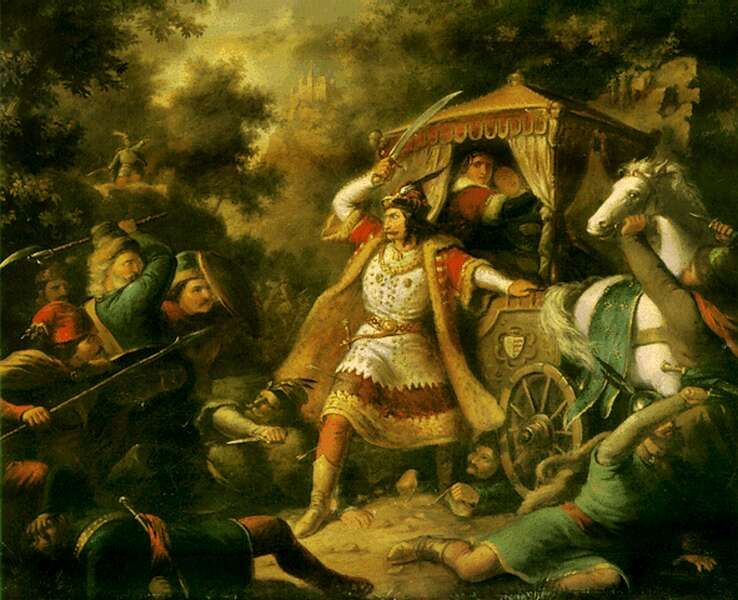
gevangenneming van Maria en Elisabeth
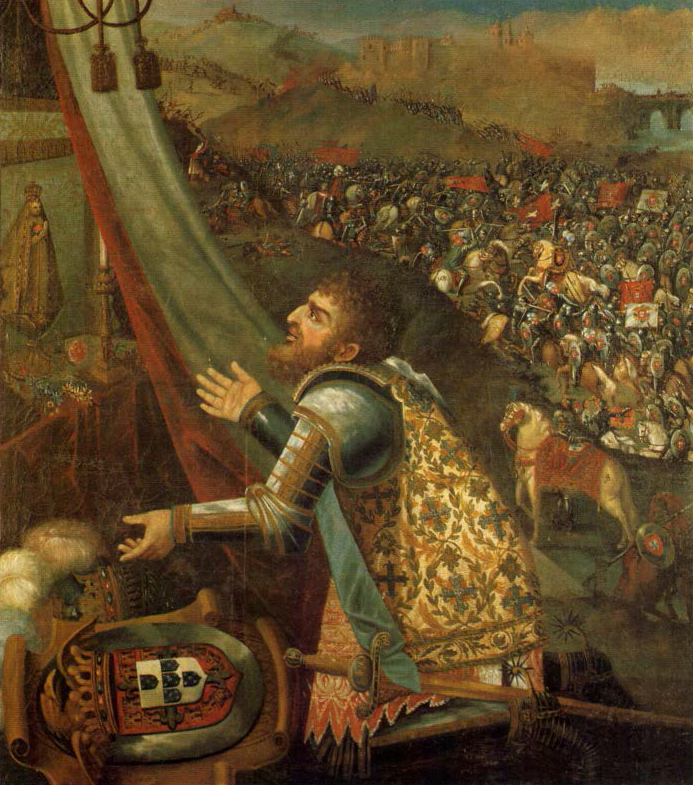
Johan I van Portugal belooft de bouw van het klooster van Batalha voor de Slag bij Aljubarrota
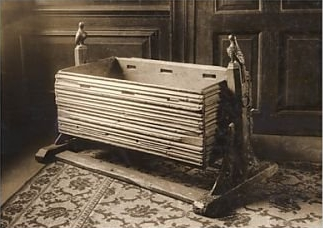
wieg van Hendrik V van Engeland
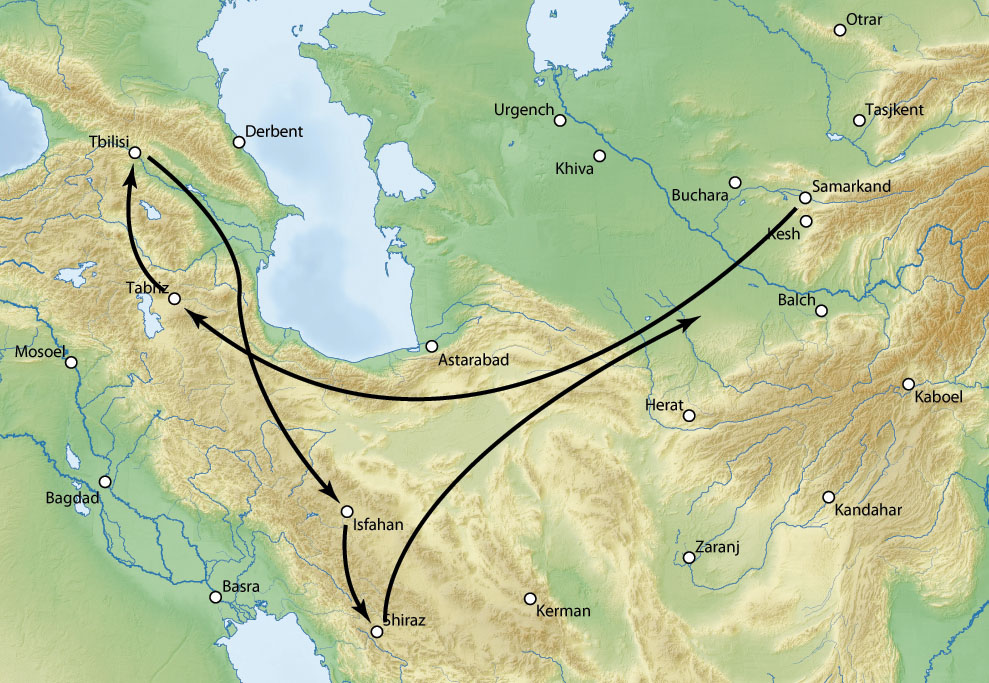
veldtocht van Timoer Lenk in 1386-1388

## Geboren
- 16 september - Hendrik V, koning van Engeland (1413-1422)
- Adolf II van Nassau-Wiesbaden-Idstein, graaf van Nassau-Wiesbaden-Idstein
- Beatrix, Portugees prinses
- Donatello, Italiaans beeldhouwer
- Hendrik XVI, hertog van Beieren-Landshut

## Overleden
- 24 februari - Karel III van Napels (~40), koning van Napels (1382-1386) en Hongarije (1385-1386)
- februari - Margaretha van Brieg (~49), echtgenote van Albrecht van Beieren
- 27 april - Leonor Teles de Menezes (~35), echtgenote van Ferdinand I van Portugal
- 15 juni - Johannes VI Kantakouzenos (~93), keizer van Byzantium (1347-1354)
- 9 juli - Otto I, markgraaf van Baden-Hachberg
- 9 juli - Leopold III (34), hertog van Oostenrijk
- 25 augustus - Johan II van Gronsveld (~50), Limburgs edelman
- 16 oktober - Hugh de Stafford (~44), Engels edelman
- 2 november - Frederik van Heeckeren van der Eze, Gelders edelman
- 31 december - Johanna van Beieren (30), echtgenote van Wenceslaus van Bohemen
- Agnes van Schaumburg, Duits edelvrouw
- Dragpa Changchub, vorst van Tibet (1374-1381)
- Violante Visconti (~32), Italiaans edelvrouw
- Gerlach II van Nassau-Wiesbaden-Idstein, graaf van Nassau-Wiesbaden-Idstein (jaartal bij benadering)